# ユーチ語
ユーチ語（ユーチご Yuchi）とは、ネイティブ・アメリカンのユーチ人(またはユーチ族)によって話されている言語である。孤立した言語あるいは仮設段階のスー大語族に含まれる。

## 歴史
ユーチ人は初期のヨーロッパ植民地時代にはテネシー州東部、ノースカロライナ州西部、ジョージア州北部、アラバマ州に住んでいたが、ユーチ人は19世紀にインディアン準州に強制的に移住させられた。